# Tenmaku no Jādūgaru
Tenmaku no Jādūgaru (japanisch 天幕のジャードゥーガル) ist eine Manga-Serie von Tomato Soup. Sie erscheint seit dem 25. September 2021 im digitalen Manga-Magazin Souffle des Verlags Akita Shoten und seit März 2025 im Printmagazin Mystery Bonita.

## Handlung
Die Geschichte folgt der jungen Fatima, einer persischen Sklavin mit medizinischem und wissenschaftlichem Wissen, die nach der mongolischen Eroberung Persiens in die Hände der Mongolen fällt. In der Gefangenschaft begegnet sie Töregene Khatun, der Ehefrau von Großkhan Ögedei. Gemeinsam beginnen sie, Fatimas Kenntnisse zu nutzen, um Einfluss im Hof der Mongolen zu gewinnen und politische wie kulturelle Macht auszuüben.

## Veröffentlichung
Die Manga-Serie startete am 25. September 2021 auf der Online-Plattform Souffle und wird seit dem 6. März 2025 auch in der Printausgabe Mystery Bonita veröffentlicht. Bis April 2025 sind fünf Sammelbände erschienen. Eine englische Ausgabe erschien unter dem Titel A Witch’s Life in Mongol bei Yen Press.

## Anime
Im April 2025 wurde eine Anime-Adaption angekündigt. Die Produktion übernimmt das Studio Science Saru.

## Rezeption
2023 belegte der Manga den ersten Platz in der Kategorie für Frauen beim Manga-Ranking „Kono Manga ga Sugoi!“. Zudem wurde er für den Manga Taishō in den Jahren 2023 und 2024 nominiert.